# فالكون 9 الرحلة 22

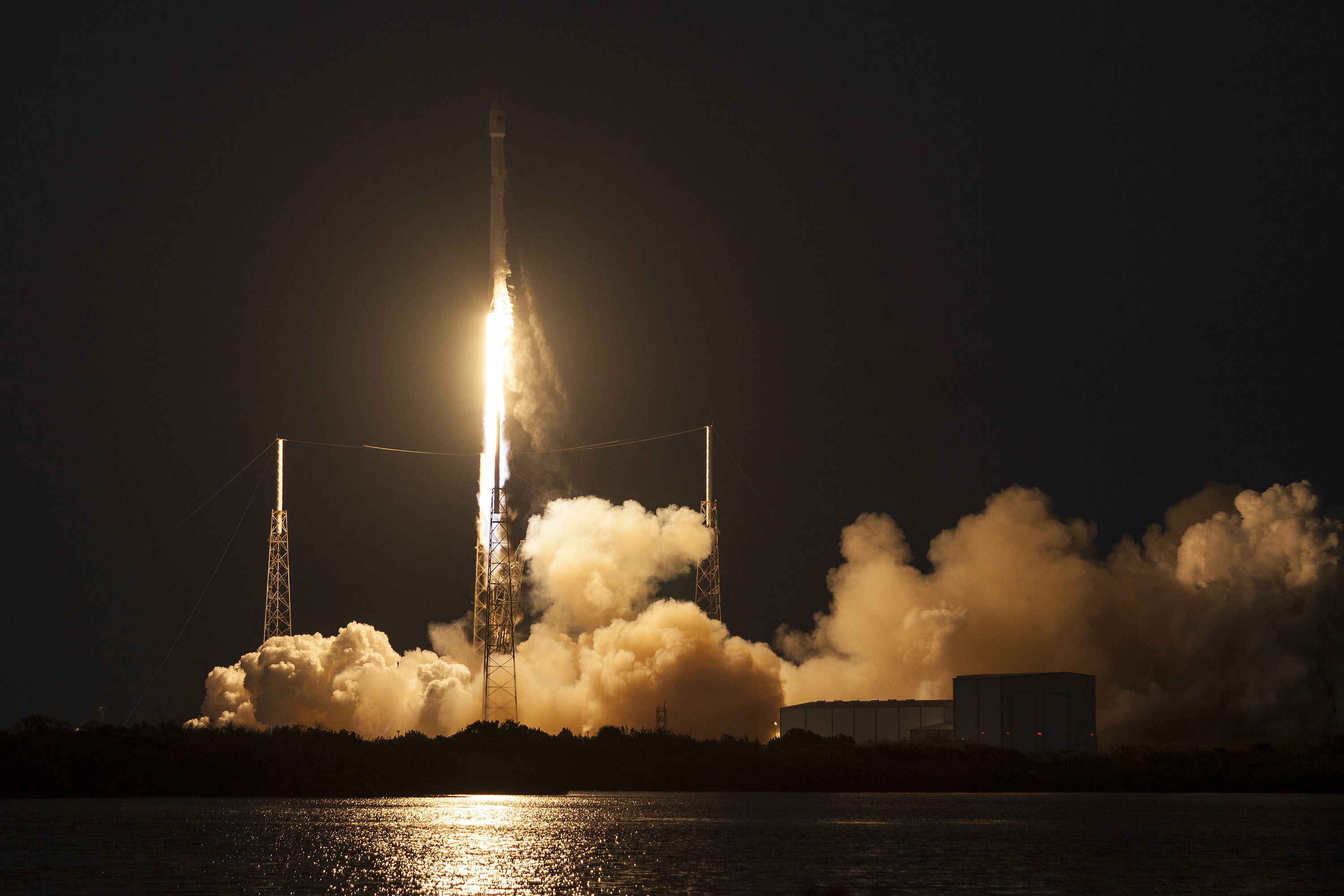
لحظة إقلاع الرحلة 22 يوم 4 مارس 2016

فالكون 9 الرحلة 22 ( والمعروفة أيضا ب SES-9 ) هو صاروخ فالكون 9 تابع للمؤسسة الأمريكية لتكنولوجيا الفضاء سبيس إكس . كان الإطلاق يوم 4 مارس 2016 في تمام الساعة 23:25 تبعاً التوقيت العالمي المنسق من قاعدة كيب كانافيرال للقوات الجوية في ولاية فلوريدا جنوب شرق الولايات المتحدة. وهي مكان الإقلاع الرئيسي الشرقي للولايات المتحدة لإطلاق الصواريخ، ويوجد بها 4 منصات لإطلاق الصواريخ.
كان هدف الرحلة هو حمل القمر الصناعي للاتصالات SES-9 . وتملك مؤسسة SES S.A هذة المركبة الفضائية، وتعمل على جعل هذا القمر يدور في مدار جغرافي ثابت ( هو مدار يستخدم لنقل القمر الصناعي من مدار أرضى منخفض إلى مدار جغرافي ثابت) .
كان هذا الإطلاق هو الإطلاق الثاني للنموذج الثالث من صواريخ فالكون 9 , وكان الإطلاق الأول للنموذج الثالث هو فالكون 9 الرحلة 20 في ديسمبر 2015 .

## تاريخ الإطلاق

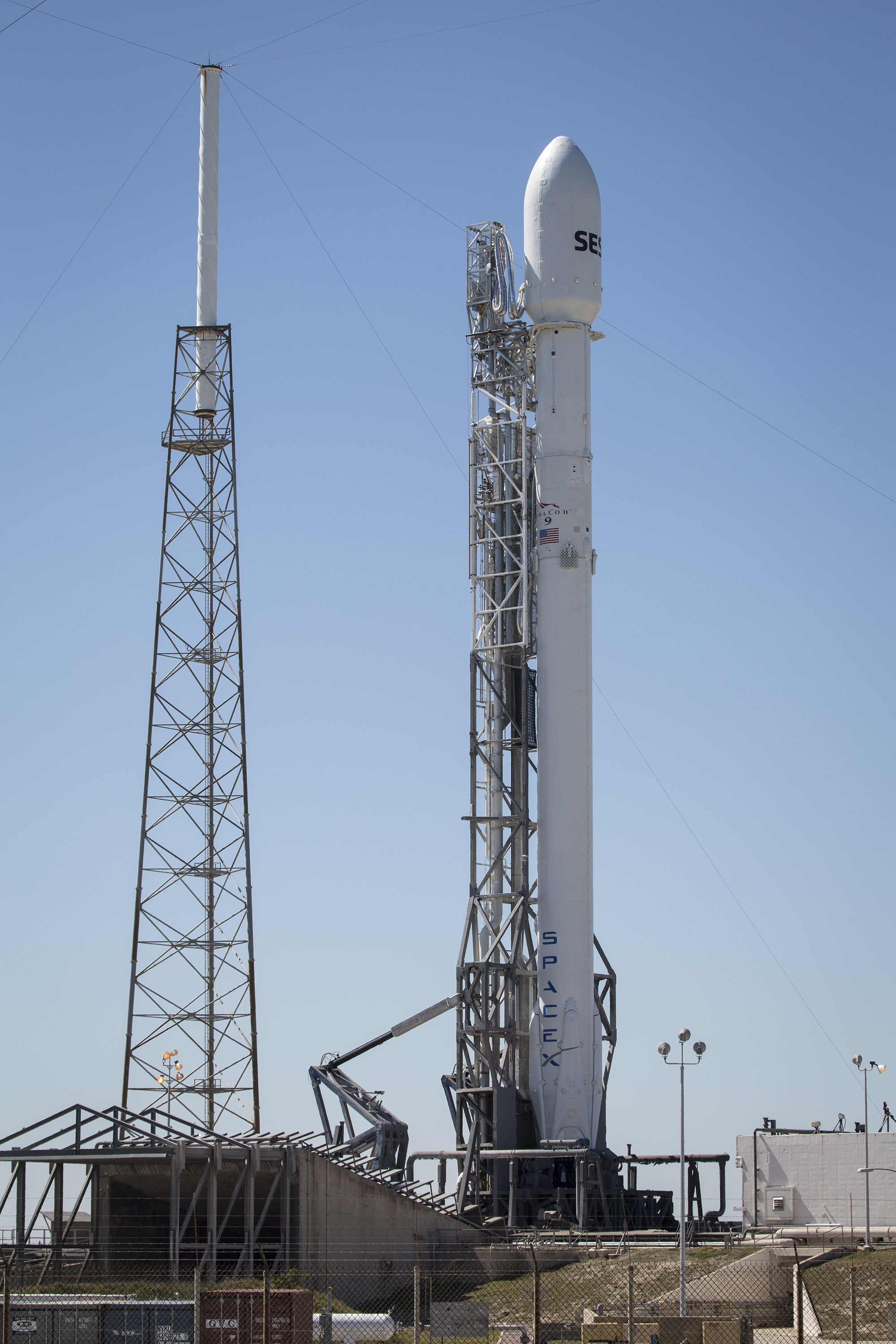
محاولة إطلاق الرحلة 22 يوم 24 فبراير 2016

في البداية كان إطلاق القمر الصناعي مخطط له ليكون في 2015 , ولكن تم التأخير 6 شهور تقريبا بعد مشكلة إطلاق صاروخ مؤسسة سبيس إكس في يونيو 2015 . وتحملت مؤسسة SES S.A إلغاء أربع محاولات إطلاق في أواخر فبراير وأوائل مارس لعام 2016 , حتي نجحت في إطلاقة يوم 4 مارس 2016 .
وبالإضافة إلي مهمة SES-8 التي تم تنظيمها في عام 2011 وإطلاقها في عام 2013 . تعاقدت مؤسسة SES S.A مع مؤسسة سبيس إكس والتي تختص بصناعات في مجال غزو الفضاء وتوصيل حمولات إلى الفضاء مثل الأقمار الصناعية لثلاث إطلاقات إضافية بدءا من رحلة SES-9 لعام 2015 . وتم الإعلان عن هذة الصفقة يوم 12 سبتمبر 2012.
في بداية 2015 , أعلنت مؤسسة SES  بأن القمر الصناعي سيكون على متن صاروخ فالكون 9 الخاص بمؤسسة سبيس إكس. في ذلك الوقت أعلنت مؤسسة SES S.A بأنه من المتوقع إطلاق القمر الصناعي للاتصالات SES-9 بحلول شهر سبتمبر لعام 2015 . ولكن بسبب مشكلة إطلاق صاروخ مؤسسة سبيس إكس تم تأجيل الإطلاق حتي أواخر عام 2015 .

## الحمولة

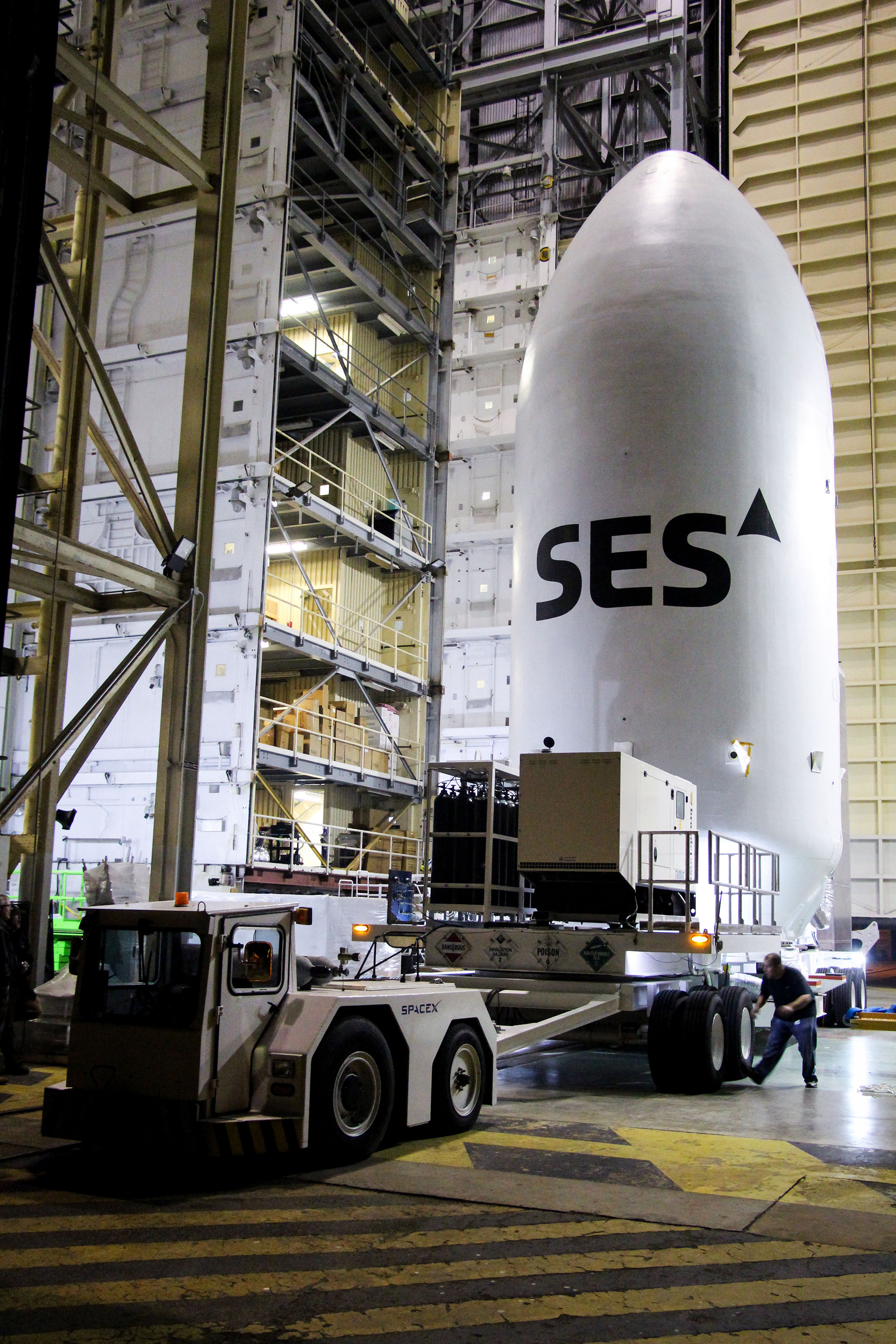
القمر الصناعي SES-9 مع صاروخ فالكون 9 يوم 20 فبراير 2016

كانت حمولة الرحلة 22 هو قمر صناعي للاتصالات ليتم وضعة في المدار الجغرافي الثابت وذلك حتى لا تضطر الهوائيات الأرضية التي تتصل به أن تتحرك معه لمتابعته، بل يتم توجيهها لنقطة ثابتة في السماء التي يوجد بها القمر المطلوب. وبذلك يتم توفير خدمت الإتصال لشمال آسيا , جنوب آسيا , اندونيسيا , فضلا عن الاتصالات البحرية للسفن في المحيط الهندي .
وتولت شركة بوينغ للدفاع والفضاء والأمن صناعة القمر الصناعي علي نموذج BSS-702HP
كانت كتلة SES-9 عند الإطلاق تتراوح من 5330 إلي 5721 كيلوجرام ( 12000 - 13000 ) رطل .

## اختبار الهبوط
كما كان متوقعا، كان هبوط المرحلة الأولي هبوطا صعبا.
فقد كان الدخول الجوي للمركبة دخول متحكم به وهبطت على بعد 600 كيلومتر ( 370 ميل ) عن نقطة الإقلاع.

## وصلات خارجية
- On previous flight, landing attempt, with unsuccessful rocket recovery after a landing leg failed to latch into the fully open position: Instagram video of Flight 21 landing and deflagration, Elon Musk, 17 January 2016.
- SES-9 Mission Press kit
- Flight 22 launch video, including photography of 2nd stage separation and drift apart from the first stage, plus fairing separation.